# Dongguan (socken i Kina, Shandong, lat 36,68, long 117,05)
Dongguan (kinesiska: 东关街道, 东关) är en socken i Kina. Den ligger i provinsen Shandong, i den östra delen av landet, nära eller i provinshuvudstaden Jinan.
Genomsnittlig årsnederbörd är 841 millimeter. Den regnigaste månaden är juli, med i genomsnitt 315 mm nederbörd, och den torraste är januari, med 6 mm nederbörd.